# Castelo de Janina
O Castelo de Janina é a cidade fortificada da cidade de Janina, no noroeste da Grécia. A atual fortificação data em grande parte da reconstrução sob Ali Paxá de Tepelene no fim do período otomano, mas incorpora também elementos bizantinos preexistentes.

## História
Janina é definitivamente citada em um decreto de 1020 do imperador bizantino Basílio II Bulgaróctono (r. 976–1025), mas claramente existiu por muitos séculos antes. Tradicionalmente, a fundação e a primeira fortificação da cidade foram colocadas no século VI, quando o historiador Procópio de Cesareia (Dos Edifícios, IV.1.39-42) registrou a construção de uma nova cidade "bem fortificada" pelo imperador Justiniano I (r. 527–565) para os habitantes da antiga Europa. Esta visão não é apoiada, entretanto, por nenhuma evidência arqueológica concreta. Além disso, as escavações do começo do século XXI trouxeram à luz fortificações que datam do Período Helenístico (séculos IV a III a.C.), cujo curso foi amplamente seguido pela reconstrução posterior da fortaleza nos períodos bizantino e otomano. A identificação do local com uma das antigas cidades de Epiro ainda não foi possível. O arqueólogo grego Katsouris datou as muralhas da cidade bizantina e a cidadela do nordeste no século X, com acréscimos no fim do XI, incluindo a cidadela do sudeste, tradicionalmente atribuída à curta ocupação da cidade pelos normandos sob a liderança de Boemundo de Taranto. Após a queda do Império Bizantino para a Quarta Cruzada em 1204, a história da cidade foi turbulenta: tornou-se parte do estado sucessor grego bizantino de Epiro, caiu para o recém restaurado Império Bizantino, e foi capturado pelo governante sérvio Estêvão Uresis IV em 1346. O aventureiro florentino Esaú de Buondelmonti capturou a cidade de seus governantes sérvios em 1385, sendo seguido pela família Tocco, governantes da Cefalônia e Zacinto, de 1411 até a captura da cidade pelo Império Otomano em 9 de outubro de 1430. Após 1204, os muros da cidade e a cidadela foram reconstruídos, enquanto uma nova reconstrução foi realizada em 1367-84 sob o comando de Tomás Preljubović. O curso das muralhas bizantinas coincide em grande parte com a fortificação já conhecida, mas poucos detalhes sobre ela, como o número e a estrutura das torres, eram conhecidos até escavações durante as últimas duas décadas.
A cidade permaneceu sob o domínio otomano de 1430 até ser capturada pela Grécia na Primeira Guerra dos Balcãs em 1913. Desfrutou de uma prosperidade considerável, e atingiu o auge de sua preeminência sob o governo de Ali Paxá, que se tornou o governante de um grande estado semiautônomo que abrangiu grande parte da Grécia moderna e Albânia entre 1787 e sua queda e execução em 1822. É no período do governo de Ali Paxá que a forma atual do castelo data em grande parte; as modificações ou reparos realizados nas muralhas bizantinas pelos governadores otomanos anteriores não são mais perceptíveis, já que Ali Paxá iniciou uma ampla reconstrução das paredes no início do século XIX, que foi concluída em 1815. Incorporou, tanto quanto possível, as fortificações bizantinas preexistentes, ao mesmo tempo em que adicionava uma nova parede na frente. O intervalo foi preenchido com escombros ou fornecido com galerias arqueadas, formando uma grande superfície de terraço em cima sobre a qual o canhão poderia ser instalado.

## Layout e monumentos
O castelo está localizado no canto sudeste da cidade moderna, no topo de um juntório rochoso que se projeta no Lago Pamvotis. O castelo é dominado por suas duas cidadelas, já estabelecidas no final do século XI, como registrado na Alexíada de Ana Comnena: a cidadela do nordeste, agora dominada pela Mesquita Otomana Aslã Paxá, e a cidadela do sudeste.

### Cidadela do nordeste
A cidadela do nordeste cobre uma área de aproximadamente 6 000 m2, e é cercada por um muro que data parcialmente do período bizantino, incluindo o monumental portão sul, ladeado por uma grande torre circular. Nos tempos bizantinos, isso era chamado de "Torre Superior" (επάνω γουλάς) e era a sede do governador local e mais tarde dos déspotas do Epiro. A cidadela era composta por um palácio, bem como uma igreja dedicada a São João.
Após a fracassada revolta de Dionísio, o Filósofo, em 1611 e a subsequente expulsão da população cristã da cidade murada, a igreja de São João foi demolida e substituída em 1618 pelo complexo da Mesquita de Aslã Paxá, compreendendo a mesquita, o túmulo do fundador (türbe), uma madraça e uma cozinha, que sobrevivem até hoje. A cidadela tornou-se o centro religioso muçulmano da cidade. Hoje a Mesquita de Aslã Paxá abriga o Museu Etnográfico Municipal de Janina 
Fora da cidadela, mas nas proximidades estão a Biblioteca Turca, provavelmente ligada à Madraça, um banho otomano (hamame) e o Soufari Sarai ("palácio dos cavaleiros"), um quartel de cavalaria construído nos últimos anos do governo de Ali Paxá (1815-20). Há também um complexo de banho bizantino nas proximidades.
A cidadela do sudeste, mais conhecida pelo seu nome otomano "Sua Couve" (uma representação grega da própria couve turca que significa "fortaleza interior"), forma essencialmente uma fortaleza separada dentro da cidade antiga, cobrindo uma área de cerca de 30.000 m2. Tradicionalmente seu estabelecimento foi atribuído à ocupação da cidade por Boemundo em 1082, e a principal relíquia bizantina do período, a grande torre circular no centro da cidadela, é conhecida como a Torre de Boemundo. Aqui também, no entanto, escavações recentes trouxeram à tona fundações da era helenística. Fontes literárias registram que, no período bizantino, a cidadela abrigava as residências dos arcontes da cidade, bem como a igreja catedral dos taxiarcas e a igreja do pantocrator.
Sob Ali Paxá, a Sua Couve foi completamente reconstruída e tornou-se a residência principal do poderoso governante. Foi aqui que ele construiu seu palácio, a partir de 1788. O palácio é descrito por viajantes europeus e retratado em uma impressão por W. L. Leitch e gravado por H. Adlard, como uma grande e complexa estrutura de dois andares com muitas janelas dando excelente vista ao Lago Pamvotis. O palácio continuou a servir como centro administrativo da cidade até 1870, quando foi demolido, embora já tivesse sido gravemente danificado durante o cerco de 1821-22 pelas tropas do sultão que provocaram a queda de Ali. Escavações mostraram que o selamlik estava provavelmente localizado no lado norte, com o harém e os aposentos das mulheres no sul. As ruínas sobreviventes pertencem principalmente à porção sul, incluindo as ruínas da Torre Circular de Boemundo.
Após a captura grega da cidade em 1913, o local do complexo principal do palácio foi mais tarde usado para a construção do hospital militar da cidade, que por sua vez cedeu lugar em 1958 a um novo edifício, projetado por V. Harisis, destinado a servir como um pavilhão real. Desde 1995 abriga o Museu Bizantino de Janina. Ao lado do museu, na parte mais oriental e mais alta da cidadela, está a Mesquita Fethiye com o túmulo de Ali Paxá e uma de suas esposas a noroeste, coberta por uma obra de rede de ferro. A mesquita ocupa o espaço da catedral bizantina da cidade, e foi originalmente construída após a conquista otomana em 1430. Reconstruída em grande estilo no século XVII, sua forma atual data de sua reconstrução por Ali Paxá c. 1795.
A principal parte sobrevivente do palácio de Ali é o chamado "Tesouro" (Φησαυροφυλάκιο) ao norte, um edifício quadrado de uso não identificado. Um espaço de represa adjacente a ele foi posteriormente convertido na pequena igreja dos Jovens Sagrados (Φγιοι Ανάργυροι). O lugar foi restaurado entre 1989 e 1990 e abriga uma exposição sobre a história e os métodos dos ouvires em Janine e sua área mais ampla, pela qual a região era famosa nos tempos otomanos. Outras estruturas sobreviventes ou escavadas são as cozinhas, datadas do início do século XIX, localizadas na parte noroeste da cidadela, que agora servem como refeitório; a loja de pólvora a nordeste da Mesquita de Fethiye, que hoje serve como um espaço educacional, com um edifício em ruinas de propósito desconhecido entre ela e as cozinhas, bem como a base em ruinas de outra grande torre circular da era bizantina; um grande edifício de dois andares a nordeste do Tesouro, possivelmente um quartel ou uma parte não identificada do palácio, que sobrevive apenas na metade de seu comprimento original, e agora serve como um espaço cultural e expositivo; e um pequeno complexo de banho ao norte.